# Alstom Power
Alstom Power, anciennement ABB-Alstom Power, était l'une des deux branches des activités « énergie » de la multinationale française Alstom, avant son rachat par l'américain General Electric avec Alstom Grid en 2015. Aujourd'hui, les activités nucléaires sont regroupées au sein d'Arabelle Solutions, une filiale d'EDF, et les autres ont été conservées par GE, pour être regroupées au sein de la nouvelle entreprise GE Vernova.
En janvier 2022, le français EDF et General Electric s'entendent sur une reprise d'une partie de GE Steam Power (ex-Alstom Power Systems), les activités de GE Power dans le nucléaire. EDF va débourser environ 175 millions d’euros pour cette transaction, une fois prises en compte les liquidités et dettes de l’activité rachetée. Cette ancienne activité d'Alstom Power est valorisée 1 milliard d’euros. Le rachat comprend les activités nucléaires mondiales de GE Steam Power portant sur l’îlot conventionnel, soit principalement les activités de GE Alstom Nuclear Systems (GEAST) et les turbines Arabelle,,.
Le 31 mai 2024, EDF reprend officiellement les activités nucléaires, non américaines, de General Electric, dont la maintenance et la fabrication des turbines Arabelle,.

## Présentation
Alstom Power comptait deux principaux secteurs : Alstom Thermal Power, spécialisé dans la construction de centrales électriques thermiques et systèmes annexes, ainsi que Alstom Renewable Power, qui recouvrait depuis mi-2011 les activités d'hydroélectricité, éolien, solaire et énergies marines renouvelables.
Alstom Power était le numéro 1 mondial dans les secteurs suivants :
- Les centrales électriques clés en main ;
- et les turbines et alternateurs hydroélectriques.

## Historique

### 1999: ABB-Alstom Power N.V.
Le 24 mars 1999, Alstom et le groupe suédo-suisse Asea Brown Boveri (ABB) annoncent la fusion de leurs activités dans l'énergie avec la création d'une société détenue à parité égale entre les deux groupes et nommée ABB-Alstom Power N.V.,. La nouvelle entité emploie alors 54 000 personnes dans plus d'une centaine de pays, avec un siège au Pays-Bas,.

### 2000: Alstom Power
Le 3 avril 2000, Alstom annonce le rachat des 50 % détenus par ABB dans la co-entreprise ABB-Alstom Power. L'entité est rebaptisée « Alstom Power » et son siège social est transféré des Pays-Bas à Baden, en Suisse, ancien siège des activités énergie d'ABB. Alstom power est présidé par l'ingénieure hydraulicienne et dirigeante d'entreprise Maryse François-Xausa de 2012 à 2015.

### 2015: rachat par General Electric
Le 2 novembre 2015, le groupe français Alstom finalise la vente de ses activités dans l'énergie, Alstom Power et Alstom Grid au groupe américain General Electric,,.
À l'issue du rachat, Alstom Power est alors divisé l'année suivante en plusieurs filiales distinctes au sein de General Electric (GE) :
- la division Renewable Power devient GE Renewable Energy, basée à Boulogne-Billancourt et reste dirigée par Jérôme Pécresse. Parmi ses filiales en son sein, Alstom Wind, devient GE Offshore Wind (siège à Nantes) et Alstom Power Hydro, devient GE Hydro (siège à Boulogne-Billancourt).

- la division Thermal Power intègre GE Power. Parmi ses filiales en son sein, Alstom Power Systems devient GE Steam Power Systems et Alstom Power Service devient GE Steam Power Service France. Ces deux filiales intègrent GE Alstom Nuclear Systems (GEAST), une co-entreprise entre GE et Alstom pour le nucléaire. Celle-ci intègre elle même la nouvelle entité GE Steam Power, dont le siège est conservé sur le site Alstom Power de Baden, en Suisse. Sa filiale Alstom Power Turbomachines devient GE Gas Power, et son siège est transféré à Atlanta, aux États-Unis.

### 2024: reprise des activités nucléaires par EDF
En mai 2024, GE Steam Power est cédée en grande partie (essentiellement l'ancienne co-entreprise GE Alstom Nuclear Systems dont Alstom s'est retiré en 2018) par GE Vernova à EDF, soit l'essentiel de ses activités nucléaires dans le monde – hors Amérique, comprenant ainsi la maintenance associés aux réacteurs déployés et la fabrication de turbines pour réacteurs nucléaires, dont Arabelle,. Les anciennes activités d'Alstom Power sur le continent américain sont conservées par GE Vernova. La nouvelle entité, détenue à 100 % par EDF, et comprenant ainsi les anciennes filiales Alstom Power Systems et Alstom Power Service, se nomme Arabelle Solutions,

## Controverses
Les filiales Alstom Hydro (aujourd'hui GE Hydro) et Alstom Network (Suisse) ont également été condamnées à verser 9 millions de dollars de compensation et ont été interdites d'appel d'offre par la Banque mondiale, pour avoir versé des pots-de-vin afin d'obtenir un marché en Zambie en 2002. Sur ce sujet, la direction de la communication d'Alstom soutient que ces pratiques n'ont plus cours actuellement et affirme que son système éthique est « parmi les plus solides de la place ».